# A Love So Beautiful (série de televisão sul-coreana)
A Love So Beautiful (hangul: 아름다웠던 우리에게; rr: Areumdawotdeon Uriege; lit. Para Nós que Éramos Lindos) é uma série de televisão sul-coreana baseada na série chinesa de mesmo nome de 2017, que é baseada no romance To Our Pure Little Beauty de Zhao Qianqian, que foi ao ar na Tencent Video. A série, estrelada por Kim Yo-han, So Joo-yeon, Yeo Hoe-hyun, Jo Hye-joo e Jeong Jin-hwan, é dirigida por Seo Min-jeong e escrita por Choi Yoo-jeong e Jang Yu-yeon.
O enredo deste drama sobre o amadurecimento gira em torno da vida de três estudantes do ensino médio e seus amigos, passando desde a juventude até a idade adulta. Ele estreou na KakaoTV em 28 de dezembro de 2020 e novos episódios eram exibidos todas as segundas, quintas e sábados às 17h (KST). Está disponível mundialmente para streaming através da Netflix.
O último episódio da websérie foi lançado em 20 de fevereiro de 2021, obtendo 37,3 milhões de visualizações no total após a transmissão completa de seus 24 episódios.

## Sinopse
A série retrata a história de cinco amigos do ensino médio e sua jornada da adolescência até a idade adulta. Shin Sol-i (So Joo-yeon), de dezessete anos, é uma estudante alegre da Escola Secundária Chun Ji. Ela tem uma queda por seu colega e vizinho Cha Heon (Kim Yo-han). Ela confessa repetidamente seu amor por Cha Heon, que parece distante, mas, na verdade, ele não está acostumado quando se trata de expressar seus sentimentos. Woo Dae-seong (Yeo Hoe-hyun), um nadador nacional, transfere-se para a Escola Secundária Chun Ji e se apaixona por Shin Sol-i.

## Elenco

### Principal
- Kim Yo-han como Cha Heon, um adolescente estranho e quieto com um coração bondoso[7]
- So Joo-yeon como Shin Sol-i, uma alegre estudante do ensino médio que tem uma queda por seu vizinho, Cha Heon[8]
- Yeo Hoe-hyun como Woo Dae-seong, um estudante transferido e excelente nadador que se apaixona por Sol-i
- Jo Hye-joo como Kang Ha-young, a melhor amiga de Shin Sol-i, a paixão de Jeong Jin-hwan, sua futura esposa
- Jeong Jin-hwan como Jeong Jin-hwan, melhor amigo de Shin Sol-i, marido de Kang Ha-yeong

### De apoio
- Yang Yoo-jin como Seo Ji-soo, a colega médica de Cha Heon
- Jo Ryeon como Lee Chan-hee, mãe de Sol-i
- Yun Seo-hyun como Shin Gi-heon, pai de Sol-i
- Seong Hye-min como Moon Sook-hee, a professora da sala de aula
- Kim Dong-kyu como Wang Se-hyung
- Ji Hwa-seop como o enfermeiro Lee
- Park Ji-won como Oh Hee-ji
- Yoo Ji-yeon como Lee Su-jin
- Ki Eun Yoo como Cha Geon
- Choi Bo-min como Na Mi-nyeo
- Kim Sung-gon
- Kim I-on como Yoo-jin

## Episódios
| N.º | Título                                                                            | Dirigido por  | Escrito por                   | Lançamento              |
| --- | --------------------------------------------------------------------------------- | ------------- | ----------------------------- | ----------------------- |
| 1   | "Love Letter" "Carta de Amor"                                                     | Seo Min-jeong | Choi Yoo-jeong & Jang Yu-yeon | 28 de dezembro de 2020  |
| 2   | "At the Karaoke" "Karaokê"                                                        | Seo Min-jeong | Choi Yoo-jeong & Jang Yu-yeon | 31 de dezembro de 2020  |
| 3   | "Pick Me Up!" "Eleição"                                                           | Seo Min-jeong | Choi Yoo-jeong & Jang Yu-yeon | 2 de janeiro de 2021    |
| 4   | "Field Day" "Dia de Gincana"                                                      | Seo Min-jeong | Choi Yoo-jeong & Jang Yu-yeon | 4 de janeiro de 2021    |
| 5   | "Drama Festival (feat. Let's Go, Baby)" "Festival de Teatro"                      | Seo Min-jeong | Choi Yoo-jeong & Jang Yu-yeon | 7 de janeiro de 2021    |
| 6   | "Don't go" "Não Vá"                                                               | Seo Min-jeong | Choi Yoo-jeong & Jang Yu-yeon | 9 de janeiro de 2021    |
| 7   | "Game of Truth" "Jogo da Verdade"                                                 | Seo Min-jeong | Choi Yoo-jeong & Jang Yu-yeon | 11 de janeiro de 2021   |
| 8   | "Happy Birthday" "Feliz Aniversário"                                              | Seo Min-jeong | Choi Yoo-jeong & Jang Yu-yeon | 14 de janeiro de 2021   |
| 9   | "We Need to Talk" "Precisamos Conversar"                                          | Seo Min-jeong | Choi Yoo-jeong & Jang Yu-yeon | 16 de janeiro de 2021   |
| 10  | "Don't Worry.mp3" "Não se Preocupe.mp3"                                           | Seo Min-jeong | Choi Yoo-jeong & Jang Yu-yeon | 18 de janeiro de 2021   |
| 11  | "White Christmas" "Natal Com Neve"                                                | Seo Min-jeong | Choi Yoo-jeong & Jang Yu-yeon | 21 de janeiro de 2021   |
| 12  | "Declaration of Love" "Declaração de Amor"                                        | Seo Min-jeong | Choi Yoo-jeong & Jang Yu-yeon | 23 de janeiro de 2021   |
| 13  | "Raindrop" "Chuva"                                                                | Seo Min-jeong | Choi Yoo-jeong & Jang Yu-yeon | 25 de janeiro de 2021   |
| 14  | "Four-Leaf Clover" "Trevo-de-Quatro-Folhas"                                       | Seo Min-jeong | Choi Yoo-jeong & Jang Yu-yeon | 28 de janeiro de 2021   |
| 15  | "University, University, University!" "Universidade, Universidade, Universidade!" | Seo Min-jeong | Choi Yoo-jeong & Jang Yu-yeon | 30 de janeiro de 2021   |
| 16  | "Collect Our Dreams" "Nossos Sonhos"                                              | Seo Min-jeong | Choi Yoo-jeong & Jang Yu-yeon | 1 de fevereiro de 2021  |
| 17  | "First Kiss" "Primeiro Beijo"                                                     | Seo Min-jeong | Choi Yoo-jeong & Jang Yu-yeon | 4 de fevereiro de 2021  |
| 18  | "Love Generation" "Geração do Amor"                                               | Seo Min-jeong | Choi Yoo-jeong & Jang Yu-yeon | 6 de fevereiro de 2021  |
| 19  | "Farewell Formula" "Fórmula do Adeus"                                             | Seo Min-jeong | Choi Yoo-jeong & Jang Yu-yeon | 8 de fevereiro de 2021  |
| 20  | "It's Been A While" "Faz Tempo"                                                   | Seo Min-jeong | Choi Yoo-jeong & Jang Yu-yeon | 11 de fevereiro de 2021 |
| 21  | "Your Wedding" "Seu Casamento"                                                    | Seo Min-jeong | Choi Yoo-jeong & Jang Yu-yeon | 13 de fevereiro de 2021 |
| 22  | "Begin Again" "Recomeçando"                                                       | Seo Min-jeong | Choi Yoo-jeong & Jang Yu-yeon | 15 de fevereiro de 2021 |
| 23  | "Dear My Honey" "Meu Querido"                                                     | Seo Min-jeong | Choi Yoo-jeong & Jang Yu-yeon | 18 de fevereiro de 2021 |
| 24  | "From, Honey" "De: Querido"                                                       | Seo Min-jeong | Choi Yoo-jeong & Jang Yu-yeon | 20 de fevereiro de 2021 |

## Produção

### Desenvolvimento
Em 1º de julho de 2020, a Kakao M anunciou que iria transmitir um remake da série chinesa A Love So Beautiful de 2017, mas na forma de uma minissérie, e que se encontrava nos estágios iniciais de produção. Produzido pela WhyNot Media, está programado para ir ao ar em 24 episódios de 20 minutos de duração cada.

### Elenco
Em 6 de julho de 2020, foi divulgado na mídia que Kim Yo-han e So Joo-yeon estavam considerando atuar na série. Em 27 de julho, a Kakao M confirmou que So Joo-yeon, Kim Yo-han e Yeo Hoe-hyun foram escalados como os protagonistas do drama. Em agosto, Jo Hye-joo se juntou ao elenco da série no papel da melhor amiga da personagem de So Joo-yeon.

### Promoção
Em dezembro de 2020, um teaser foi lançado pela Kakao M junto com os esboços de personagens.

## Trilha sonora

### Part 1
| Lançado em 11 de janeiro de 2021 |                    |                                              |                                                          |                |         |  |
| N.º                              | Título             | Letras                                       | Música                                                   | Artista        | Duração |  |
| 1.                               | "Recently"         | Craybin ZWOO Sound ALOHA Jaehwan Natural Joy | Craybin Jaehwan ZWOO Sound ALOHA Kim Daehyun Natural Joy | Kim Yo-han     | 3:25    |  |
| 2.                               | "Recently" (inst.) |                                              | Craybin Jaehwan ZWOO Sound ALOHA Kim Daehyun Natural Joy |                | 3:25    |  |
| Duração total:                   | Duração total:     | Duração total:                               | Duração total:                                           | Duração total: | 6:50    |  |

### Part 2
| Lançado em 18 de janeiro de 2021 |                  |                |                |                |         |  |
| N.º                              | Título           | Letras         | Música         | Artista        | Duração |  |
| 1.                               | "Lovely"         | Sarah Yoon     | Joo Young-hoon | SinB           | 4:12    |  |
| 2.                               | "Lovely" (inst.) |                | Joo Young-hoon |                | 4:12    |  |
| Duração total:                   | Duração total:   | Duração total: | Duração total: | Duração total: | 8:24    |  |

### Part 3
| Lançado em 1 de fevereiro de 2021 |                           |                |                |                |         |  |
| N.º                               | Título                    | Letras         | Música         | Artista        | Duração |  |
| 1.                                | "My day my night"         | Honey Danji    | Honey Danji    | Ha Hyun-sang   | 3:50    |  |
| 2.                                | "My day my night" (inst.) |                | Honey Danji    |                | 3:50    |  |
| Duração total:                    | Duração total:            | Duração total: | Duração total: | Duração total: | 7:40    |  |